# Covenant (Morbid Angel)
Covenant è il terzo album in studio del gruppo musicale death metal statunitense Morbid Angel, pubblicato nel 1993 dalla Earache Records in Europa e dalla Giant Records negli Stati Uniti d'America.

## Il disco
Questo disco rappresenta il primo tentativo dei Morbid Angel di entrar nel "mainstream", avendo fatto un videoclip per le canzoni God of Emptiness e Rapture. Musicalmente, però, rappresenta un distacco dalle ispirazioni "slayeriane" degli esordi, acquistando così un proprio sound, diventato ancora più estremo e ai confini del brutal death metal.

## Tracce
1. Rapture - 4:18 (Trey Azagthoth, David Vincent)
2. Pain Divine - 3:58  (Azagthoth, Vincent)
3. World of Shit (The Promised Land) - 3:20  (Azagthoth, Vincent)
4. Vengeance Is Mine - 3:15  (Azagthoth, Vincent)
5. Lion's Den - 4:45  (Vincent)
6. Blood on My Hands - 3:43  (Azagthoth, Vincent)
7. Angel of Disease - 6:15  (Azagthoth)
8. Sworn to the Black - 4:01  (Azagthoth, Vincent)
9. Nar Mattaru - 2:06  (Azagthoth, Vincent)
10. God of Emptiness- 5:27  (Azagthoth, Vincent)

## Formazione
- David Vincent - voce, basso
- Trey Azagthoth - chitarra, tastiera
- Pete Sandoval - batteria